# Bryan Carvallo
Bryan Andrés Carvallo Utreras est un footballeur chilien né le 15 septembre 1996 à La Granja. Il évolue au poste de milieu de terrain à l'Unión Española.

## Biographie
Avec l'équipe du Chili des moins de 20 ans, il participe au championnat de la CONMEBOL des moins de 20 ans en 2015.
Il participe à la Copa Libertadores avec l'équipe de Colo-Colo.

## Carrière
- 2014-2018 : Colo-Colo ( Chili)
- 2017 : → Deportes Antofagasta ( Chili)
- 2018-2021 : Necaxa ( Mexique)
- 2019 : → Everton de Viña del Mar ( Chili)
- 2020 : → Universidad de Concepción ( Chili)
- 2022 : Unión La Calera ( Chili)
- 2023- : Unión Española ( Chili)

## Palmarès
- Vainqueur de la Coupe du Chili en 2016 avec Colo-Colo